# لودفيغ ماريا هوغو
لودفيغ ماريا هوغو (بالألمانية: Ludwig Maria Hugo)‏ هو كاهن كاثوليكي ألماني، ولد في 19 يناير 1871 في Arzheim ‏ في ألمانيا، وتوفي في 30 مارس 1935 في ماينتس في ألمانيا.